# Оуэн (округ, Кентукки)
О́уэн (англ. Owen County) — округ в штате Кентукки, США. Официально образован в 1819 году. По состоянию на 2010 год, численность населения составляла 10 841 человек.

## География
По данным Бюро переписи США, общая площадь округа равняется 909,350 км2, из которых 909,350 км2 суша и 5,232 км2 или 0,570 % это водоёмы.

## Население
По данным переписи населения 2010 года в округе проживает 10 841 жителей в составе 4 296 домашних хозяйств и 3 023 семей. Плотность населения составляет 11,90 человек на км2. На территории округа насчитывается 5 634 жилых строений, при плотности застройки около 6,20-ти строений на км2. Расовый состав населения: белые — 96,60 %, афроамериканцы — 0,80 %, коренные американцы (индейцы) — 0,20 %, азиаты — 0,20 %, гавайцы — 0,00 %, представители других рас — 1,20 %, представители двух или более рас — 1,00 %. Испаноязычные составляли 2,50 % населения независимо от расы.
В составе 28,80 % из общего числа домашних хозяйств проживают дети в возрасте до 18 лет, 55,40 % домашних хозяйств представляют собой супружеские пары проживающие вместе, 9,20 % домашних хозяйств представляют собой одиноких женщин без супруга, 29,60 % домашних хозяйств не имеют отношения к семьям, 25,30 % домашних хозяйств состоят из одного человека, 10,50 % домашних хозяйств состоят из престарелых (65 лет и старше), проживающих в одиночестве. Средний размер домашнего хозяйства составляет 2,52 человека, и средний размер семьи 3,00 человека.
Возрастной состав округа: 21,90 % моложе 18 лет, 5,00 % от 18 до 24, 29,40 % от 25 до 44, 29,00 % от 45 до 64 и 29,00 % от 65 и старше. Средний возраст жителя округа 40,1 лет. В округе насчитывалось 49.7% мужчин и 50.3% женщин.
Средний доход на домохозяйство в округе составлял 41 719 USD, на семью — 59 242 USD. Среднестатистический заработок мужчины был 41 563 USD против 31 016 USD для женщины. Доход на душу населения составлял 22 633 USD]. Около 12,80 % семей и 15,90 % общего населения находились ниже черты бедности, в том числе — 22,40 % молодёжи (тех, кому ещё не исполнилось 18 лет) и 13,90 % тех, кому было уже больше 65 лет.